# Везало (Савона)
Везало је насеље у Италији у округу Савона, региону Лигурија.
Према процени из 2011. у насељу је живело 67 становника. Насеље се налази на надморској висини од 301 м.